# Nowaja Zaimka
Nowaja Zaimka (ros. Новая Заимка) – wieś (sieło) w Rosji, w obwodzie tiumeńskim, w rejonie zawodoukowskim. W 2010 liczyła 4143 mieszkańców.